# Claudio Espinoza
Claudio Espinoza (Santiago, 1973) es un actor chileno de cine, teatro y televisión.

## Biografía
Estudió actuación en la academia profesional Club de Teatro de Fernando González y Universidad ARCIS. Su trabajo lo ha dedicado principalmente al teatro, trabajando en prestigiosas compañías, como el Gran Circo Teatro con Andrés Pérez Araya, Bufón Negro e Impasse, entre otras. En cine debutó en Sangre Eterna de Jorge Olguin (Director) y Fuga de Pablo Larraín. Ha seguido su trabajo audiovisual en varias películas y series de televisión.  Además se ha especializado en la improvisación teatral estudiando en prestigiosas compañías de impro teatro como Sucesos Argentinos(Argentina), LPI (Argentina), Improv Olympic (Los Ángeles, EE. UU.), Second City (Chicago, EE. UU.) creando el primer Club de Impro Teatro de Latinoamérica llamado Lospleimovil, espacio único en Santiago de Chile, destinado íntegramente a la investigación, creación y experimentación a través de la comedia de improvisación. Su trabajo lo ha destinado también a la dirección de espectáculos y a la formación de improvisadores teatrales. 
En el año 2020 hizo la producción general y estuvo a cargo de la dirección del primer festival internacional online de impro teatro, “Impro Sin Fronteras”, encuentro que reunió a 8 países.

## Cine
- Cárcel en Venus (2001).
- Sangre eterna (2002).
- Fuga (2005).
- El huésped (2005).

## Televisión

### Series y Unitarios
- La vida es una lotería (2004).
- Mea culpa (2006).
- Casado con hijos (2007).
- Héroes (2007).
- Hermanos y Detectives (2008).
- Improvisa o muere (2010).
- Peleles (2011).
- Soltera otra vez (2012).
- Los 80 (serie de TV de Chile)' (2012).
- Sudamerican Rockers'  (serie canal CHV) (2014).

## Teatro
- La pérgola de las flores / Andrés Pérez Araya Gran Circo Teatro (1996).
- Sueño de una noche de verano/ Andrés Pérez Araya Gran Circo Teatro (1997).
- Juegos a la hora de la siesta/ La Fuga (2001).
- Hamlet / Compañía Impasse (2002).
- Amor de mis amores / Claudio Espinoza (2003).
- Match de improvisación/ Lospleimovil (2004).
- Roberto Zucco / Víctor Carrasco (2005).
- La Condición Humana / Compañía Bufón Negro (2006).
- Noches de Improvisación /Lospleimovil (2006).
- Impro Titanes del Ring / Lospleimovil (2007).
- Catch de Improvisación / Lospleimovil (2008).
- Impro en la Ciudad/ Lospleimovil (2009).
- Striptease Impro/ Lospleimovil (2010).
- La Quintrala / Rodrigo Pérez (2010).
- ¿Cual es tu estilo?/ Lospleimovil (2011).
- #de aquí nos sale / Lospleimovil (2012).
- Uno / Lospleimovil (2013).
- La Pensión 91 / Lospleimovil (2014).
- Alcohólicos Improvisadores Anónimos / Lospleimovil (2015).
- Back to the Impro, la Máquina del Tiempo / Lospleimovil (2015).
- Broadway, el Musical Improvisado / Lospleimovil (2015).
- Late Night Impro / Lospleimovil (2016).
- Improvisaciones Mínimas / Lospleimovil (2016).
- Amantes, Parejas Disparejas / Lospleimovil (2017).
- Improvisadores con Memoria de Elefante" / Lospleimovil (2017).
- Mala Leche / Lospleimovil (2018).
- Al Mismo Tiempo / Lospleimovil (2018).
- Cántalo CTM! / Lospleimovil (2019).
- Impro sin Fronteras / Lospleimovil (2020).
- Online Love / Lospleimovil (2020).